# Гуркіт грому
«Гу́ркіт гро́му» (англ. A Sound Of Thunder, варіанти перекладу «І вдарив грім», «І грянув грім») — науково-фантастичне оповідання Рея Бредбері, уперше опубліковане в журналі «Кольєрс» у червні 1952 року. Окремим виданням вийшло наступного року — у збірці «Золоті яблука Сонця».

## Сюжет
Початок оповідання — 2055 рік. Компанія «Сафарі в Часі» пропонує охочим фантастичне сафарі на динозаврів, доставляючи мисливців у минуле за допомогою машини часу. Головний герой, Екельс, вирушає з кількома товаришами у мезозойську еру. Полювання на доісторичних тварин обумовлене жорсткими обмеженнями: застрелити можна тільки того динозавра, який має от-от загинути (наприклад, під упалим деревом); перед поверненням у теперішнє знищити всі сліди перебування у минулому (вирізавши кулі з туші), щоб не змінити хід історії. Мисливці пересуваються «Антигравітаційною Стежкою», що висить над поверхнею землі: щоб не зачепити навіть травинки, оскільки й це може мати непередбачені наслідки для майбутнього. Тревіс, керівник сафарі, застерігає:
|  | Наступивши одного разу на мишу, ви можете спричинити землетрус, наслідки якого, через глиб Часу до самих підоснов, похитнули б Землю та долі багатьох. Зі смертю тієї самої однієї печерної людини, мільярд інших досі ненароджених буде задушено прямо в лоні. Вірогідно Рим ніколи не постане на Семи Пагорбах. Вірогідно Європа — назавжди темний ліс. І лише Азія вилискує здоров'ям та рясніє людьми. Наступіть на мишу і ви розтрощите Піраміди. Наступіть на мишу і ви залишите слід через усю Вічність подібний до Великого Каньйону. Королева Єлизавета, можливо, ніколи не народиться; Вошингтон, можливо, не перетне Делавер, і взагалі Сполучених Штатів, можливо, й зовсім не буде. Отже будьте обережними. Залишайтеся на Стежці. Ніколи з неї не сходьте! |

Під час полювання Екельс лякається, побачивши тиранозавра, і сходить з стежки на поверхню стародавньої Землі. По поверненні до теперішнього мисливці виявляють, що їхній світ не той, яким був: змінилася орфографія мови, президентом замість ліберала став диктатор. Загадка одразу розв'язується: Екельс, поглянувши на свої черевики, бачить, що випадково наступив на метелика. Тоді Екельс просить Тревіса повернутися в минуле, щоб виправити хід історії. Але, як пояснив раніше Тревіс, повернутися в той самий час неможливо задля запобігання парадоксам. Тревіс бере рушницю і знімає її із запобіжника. Останні слова оповідання: «І вдарив грім».

## Переклади українською
- Рей Бредбері. І вдарив грім…: Фантастичне оповідання / Пер. з англ. Лариси Маєвської // Наука і суспільство, 1986, № 11 — с.64-71
- Рей Бредбері. Гуркіт грому: Фантастичне оповідання / Пер. з англ. Ольги Радчук // Все літо наче день один. 100 оповідань. Том перший: у 2-х кн. Кн.1. Збірка оповідань Рея Бредбері. 2015[5]
- І вдарив грім. Рей Бредбері. Перекладено за виданням «Ray Bradbury Stories Volume 1. 2007». Альтернативний перекладацький проект. Переклад: Іван Криниця. 2013.[6]

## Постановки
- Екранізація оповідання вийшла у серіалі The Ray Bradbury Theater 8 жовтня 1989 р.[7]
- Фільм «Гуркіт грому», знятий за оповіданням, вийшов у 2005 (у ролях Бен Кінгслі, Едвард Бернс, Кетрін Маккормак)[8].
- З оповідання бере початок ідея фільму «Ефект метелика» (2004)
- У лютому 2004 у Європі вийшла відеогра A Sound of Thunder для консолі Game Boy Advance. Планували, що в США вона вийде разом з однойменним фільмом у 2003, але оскільки фільм вийшов двома роками пізніше, то там випуск гри мусили відкласти до лютого 2005[9].
- Пародією на оповідання є друга частина серії «Хата жахів V» серіалу «Сімпсони» («Час і покарання»)[10].

## Вплив
З оповіданням «Гуркіт грому» часто помилково пов'язують виникнення такого терміну, як «ефект метелика» — концепції теорії хаосу, згідно з якою помах крила метелика породжує бурю на протилежному боці земної кулі. Насправді цей термін впроваджений метеорологом Едвардом Нортоном Лоренцом у 1960-х. Втім, бредберівський сюжет про те, як смерть метелика у минулому спричинила драматичні зміни в майбутньому, є прикладом «ефекту метелика», застосовного до фізики переміщення у часі.

## Цікаві факти
- Сюжет оповідання згадується у двох творах Кира Буличова: повісті «Сто років тому вперед» (без згадки назви та імені автора) й оповіданні «Як його взнати?» із серії «Великий Гусляр» (пенсіонер Ложкін говорить про мандрівників у часі: «Тільки треба буде суворо дотримуватися правил руху. Я читав, що стається, якщо порушиш. Якось у мезозойську еру метелика розчавили, а в результаті в Америці не того президента обрали»).
- Сюжет згадано в книжці Стівена Кінга «11.22.63».
- Ряд лускокрилих (метеликів) у мезозойську еру був представлений лише дрібними комахами — не більше молі. Так звані «метелики юрського періоду» або каліграматиди, хоч і були схожі на сучасних метеликів, але належали не до лускокрилих, а до іншого ряду[12].